# Benvenuto-Paul Friese
Benvenuto-Paul Friese (* 19. Juli 1928 in Steinhude/Hannover), gelernter Drogist, Kaufmann, ist ein rechtsextremer Politiker (DVU, DLVH).
Vom 5. Mai 1992 bis 23. April 1996 war er Landtagsabgeordneter von Schleswig-Holstein, von 1992 bis 1993 und erneut von 1995 bis 1996 für die DVU, dazwischen von 1993 bis 1995 für die DLVH.